# Jeremy Brett
Peter Jeremy William Huggins (Berkswell, 3. studenog 1933. – London, 12. rujna 1995.), poznatiji kao Jeremy Brett, je bio engleski glumac najpoznatiji po svojoj ulozi Sherlocka Holmesa u Pustolovinama Sherlocka Holmesa.

## Rani život
Brett je rođen u Berkswell Grangeu u Berkswellu, Warwickshire, Engleska 3. studenog 1933. kao sin Henryja Williama Hugginsa (rođen 1890.) i Edith Cadbury (Butler) Huggins. Imao je još tri brata, Johna, Michaela i Patricka. Roditelji su mu se vjenčali 1923. Otac mu je umro 1965., a majka poginula 1959. u prometnoj nesreći. Pohađao je Eton koledž. Sam Brett je kasnije rekao da je bio "akademski krah" na Etonu, a za svoje loše ocjene okrivio je disleksiju. No, isticao se u pjevanju te je bio član etonskog zbora.

## Glumačka karijera
Pohađao je za glumca u Centralnoj školi za govor i dramu u Londonu. Prvu ulogu je ostvario u Bibliotekarskom kazalištu (Library Theatre) u Manchesteru 1954. godine. Prvu ulogu u Londonu je odigrao s „Old Vic“ trupom 1956. godine. Odigrao je veliki broj klasičnih uloga uključujući Shakespeareove komade u svojoj ranijoj karijeri s „Old Vicom“ i kasnije s Kraljevskim narodnim kazalištem. Prvi put je igrao na filmu 1955. godine.
Od ranih šezdesetih godina pa nadalje, Brett glumi u mnogim klasičnim serijalima na televiziji. Ostat će upamćen po ulozi d'Artagnana 1966. u adaptaciji Tri mušketira. Nekoliko uloga je bilo komičnog karaktera.
Najveća kvaliteta Jeremyja Bretta je bila precizna dikcija, iako je rođen s govornom manom u izgovaranju slova `R`. Kao mladić je izvršio korektivnu operaciju i poslije više godina vježbanja pravilnog izgovaranja glasova, Brett je dobio zavidan i bezgrešan izgovor. Svakodnevno je vježbao govor kako bi ostao "u formi".
Glumio je u mnogim filmovima i serijama tijekom četrdesetogodišnje karijere. Ipak, ostat će najviše zapamćen po ulozi Sherlocka Holmesa u seriji „Pustolovine Sherlocka Holmesa“ (1984. – 1994.) u adaptaciji Johna Hawkeswortha i ostalih pisaca po izvornim pripovijetkama Arthura Conana Doylea. Brettovi obožavatelji smatraju da je ova uloga slavnog detektiva najbolje ikad izvedena. Brett je također nagovorio Doyleovu unuku da omogući Holmesu da se na televiziji odrekne kokaina kada je vidio da je Holmes postao uzor maloj djeci.

## Bolest i smrt
Brett je patio od bipolarnog poremećaja (manične depresije) koja je izazvana smrću svoje druge žene Joan Wilson. Joan je umrla kad je Brett završio sa snimanjem Holmesove smrti u „Posljednjem problemu“. Uzeo je odmor tijekom snimanja serije, ali kad se vratio 1986. bolest ga je počela mučiti. Tijekom posljednjeg perioda života, Brett je bio hospitaliziran nekoliko puta.
Prije završetka snimanja svih serija o Sherlocku Holmesu, Brett je umro od srčanog udara u svom londonskom domu. Brettovo srce nije bilo zdravo od djetinjstva. Zbog psihičkih problema pio je lijekove koji su utjecali na rad njegovog srca. Bio je strastveni pušač. Edward Hardwicke (glumio dr Watsona s Brettom) je izjavio kako bi Brett kupio 60 cigareta na putu za snimanje i popušio sve za jedan dan. Poslije dijagnoze o lošem stanju srca, Brett je prestao s pušenjem, ali snažna nikotinska ovisnost je bila neumoljiva, pa je ponovo krenuo s pušenjem. Ubrzo potom, umro je u 61. godini 12. rujna 1995. godine.

## Obitelj
Godine 1958. godine, Jeremy Brett se ženi glumicom Annom Massey, ali se razvode 1962. Dobili su sina Davida Raymonda Williama Hugginsa (14. kolovoza 1959.), koji je trenutno uspješni britanski pisac.
Drugi brak je sklopio s američkom producentkinjom Joan Wilson 1976. godine, koja umire od raka 1985.

## Zanimljivosti
Izvor svih zanimljivosti je IMDB
- Brett je bio ljevak, dok je Holmes bio dešnjak. Zbog toga je tijekom snimanja, u scenama u kojima je zumirano Holmesovo pisanje, Bretta zamijenio jedan dešnjak koji je odrađivao scene pisanja.
- Brett je, kao i njegov otac i braća, pripadao streljačkom klubu "Woodmen of Arden".
- Najdraža glazba: Verdijev Rekvijem; "In Paradisum" iz Faureovog Rekvijema; "Habanera" iz Bizetove Carmen; Četiri zadnje pjesme Richarda Straussai  "Tuba Mirum" iz Mozartovog Rekvijema.
- Brett je rođak engleskog glumca Martina Clunesa.
- Hobiji: streljaštvo, jahanje i sviranje klavira
- Brett je tumačio i Holmesa i Watsona, ali Watsona je tumačio samo u dvije kazališne predstave, dok je Holmesa tumačio i na kazališnim scenama i na televiziji.
- Posjedovao je terijera koji se zvao G. Binks.

## Filmografija
- Moll Flanders (1996.)
- Ludi psi i Englezi (1995.)
- Besraman (1995.)
- Sherlock Holmes: Posljednji vampir (1993.)
- Plemeniti prosac (1993.)
- Sherlock Holmes: Baskervilski pas (1988.)
- Znak četvorice (1987.)
- Deceptions (1985.)
- Madame X (1981.)
- Tajna otoka Galeb (1981.)
- Meduzin dodir (1978.)
- Jedan smrtonosni vlasnik (1974.)
- An Act Of Reprisal (1965.)
- Moja draga Lady (1964.)
- Sami rub (1963.)
- Macbeth (1960.)
- Rat i mir (1956.)

## Vanjske poveznice
- Jeremy Brett u internetskoj bazi filmova IMDb-u (engl.)